# Edward Peter McManaman
Edward Peter McManaman (* 3. Mai 1900 in Wilkes-Barre, Pennsylvania; † 18. Juli 1964) war ein US-amerikanischer römisch-katholischer Geistlicher und Weihbischof in Erie.

## Leben
Edward Peter McManaman empfing am 12. März 1927 das Sakrament der Priesterweihe.
Am 24. Juli 1948 ernannte ihn Papst Pius XII. zum Titularbischof von Floriana und zum Weihbischof in Erie. Der Bischof von Erie, John Mark Gannon, spendete ihm am 28. Oktober desselben Jahres die Bischofsweihe; Mitkonsekratoren waren der Bischof von Scranton, William Joseph Hafey, und der Bischof von Rapid City, William Tibertus McCarty CSsR.
McManaman nahm an der ersten und zweiten Sitzungsperiode des Zweiten Vatikanischen Konzils teil.